# واکسن آنسفالیت ژاپنی
واکسن آنسفالیت ژاپنی (به انگلیسی: Japanese encephalitis vaccine) علیه التهاب مغز ژاپنی، که ویروس آن (Japanes Encefalitis Virus) با نیش پشه منتقل می‌شود، ایمنی سازی می‌کند. این واکسن تا ۹۰ در صد از بیماری پیشگیری می‌کند. مدت زمان ایمنی هنوز معلوم نیست ولی با گذشت زمان ضعیف می‌شود. دوزهای واکسن به صورت تزریق عضلانی یا زیر پوستی داده می‌شوند. در کشورهایی که بیماری شایع است این واکسن توصیه شده است.